# 動物の謝肉祭
『動物の謝肉祭』（どうぶつのしゃにくさい、フランス語: Le carnaval des animaux）は、フランスの作曲家カミーユ・サン=サーンスの作曲した組曲である。『動物学的大幻想曲』（Grande fantaisie zoologique）の副題を持つ。

## 解説

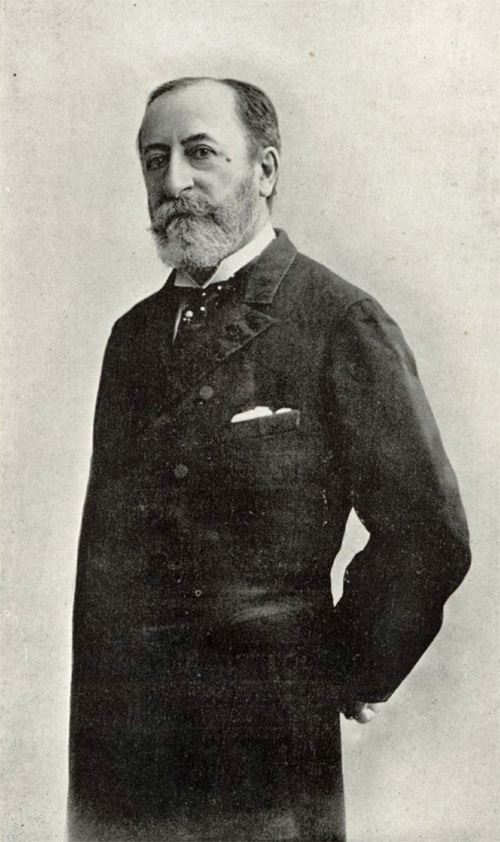
1880年のサン＝サーンス

全部で14曲からなり、元来は室内楽編成用として作曲されたものである。1886年にチェリスト、シャルル・ルブークの催すプライヴェートな夜会のために作曲された。初演はマルディグラの日である同年3月9日、オーストリアのクルディム（Chrudim）にて、サン=サーンス、ルイ・ディエメのピアノ、ルブークのチェロ、ポール・タファネルのフルートなどにより非公開で行われた。
その後、同年内に2度非公開で演奏されたが、他の作曲家の楽曲をパロディにして風刺的に用いていること、プライヴェートな演奏目的で作曲されたいきさつなどの理由により、以降サン=サーンスは自身が死去するまで本作の出版・演奏を禁じた。ただし純然としたオリジナルである「白鳥」だけは生前に出版していた。没後の1922年に全曲が出版され、ガブリエル・ピエルネ指揮のコンセール・コロンヌによる再演で広く知られるようになった。
現在では、プロコフィエフの『ピーターと狼』やブリテンの『青少年のための管弦楽入門』と並ぶ、子供向け管弦楽曲の代表的作品としても人気がある。時に自由な物語を添え、語り付きで演奏することがある。

## 楽器編成
オーケストラで演奏する場合と、オリジナルの室内楽として演奏する場合がある。前者では弦楽器は各パートに複数置かれる（ただし「白鳥」のみ、オーケストラ版の場合でもチェロはソロとなることがある）。
- フルート（終曲でピッコロ持ち替え）
- Bb管クラリネット（終曲のみC管。指定通りC管が使われることはめったにない）
- "Harmonica"（グラスハーモニカを指すとされる[2][注 2]。稀少楽器であるためチェレスタやグロッケンシュピールで代用することが多い）
- シロフォン
- ピアノ 2
- ヴァイオリン 2
- ヴィオラ
- チェロ
- コントラバス

## 各曲

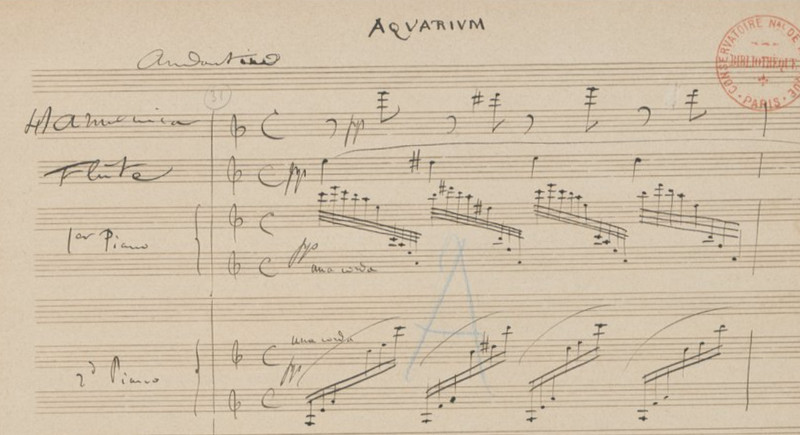
自筆譜の「水族館」

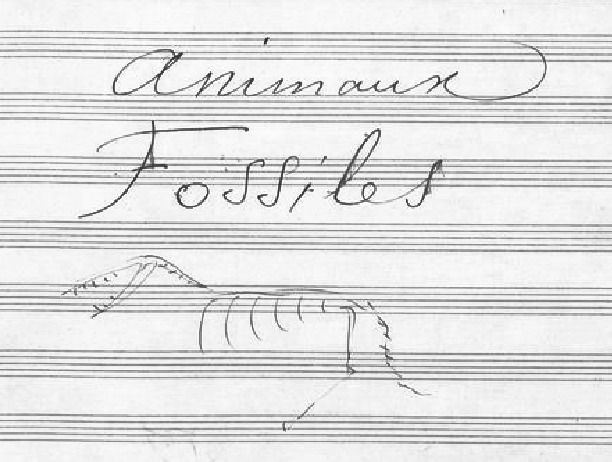
自筆譜の「化石」、翼竜の化石が描かれている。

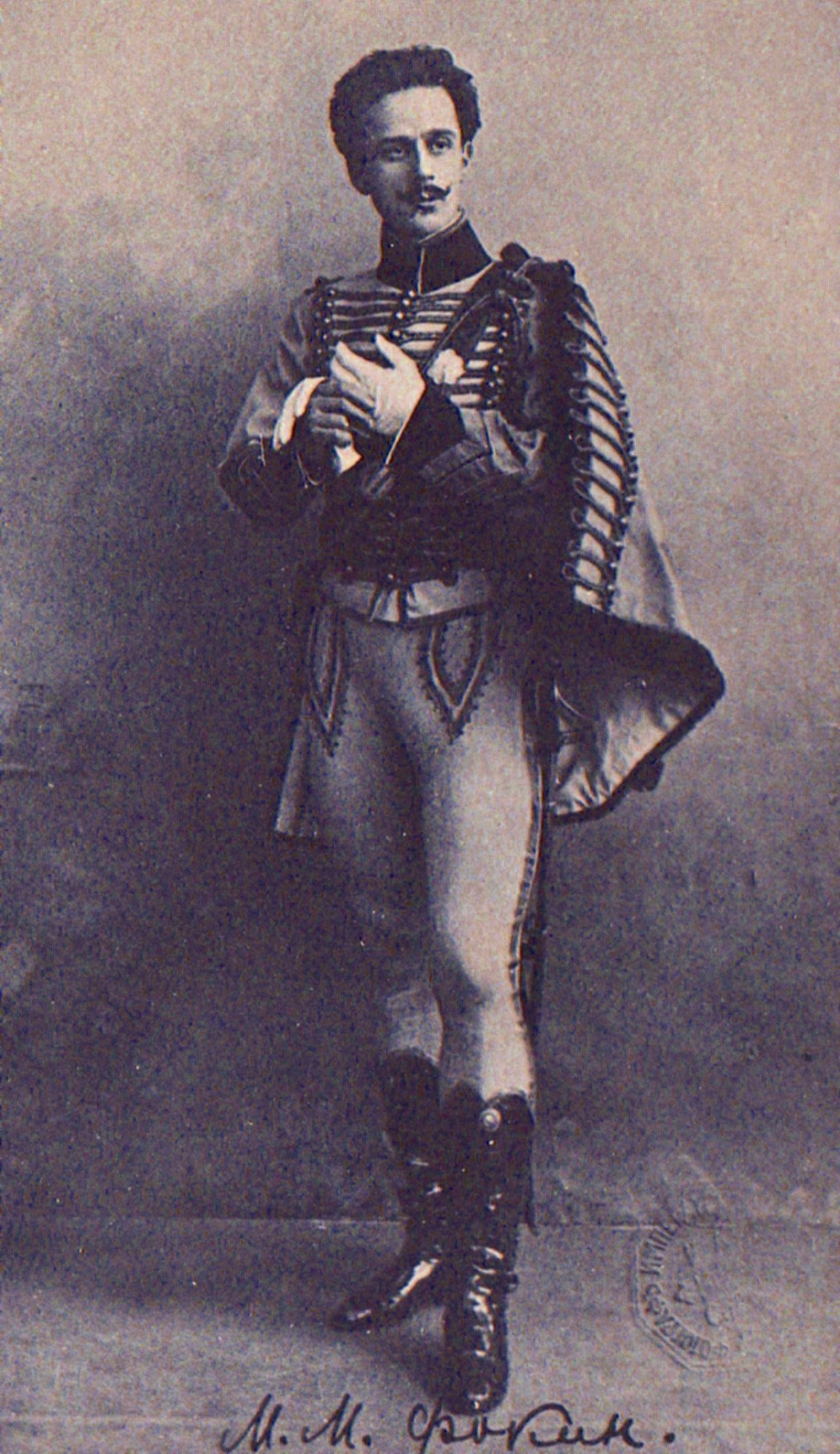
ミハイル・フォーキン

第1曲「序奏と獅子王の行進曲」（Introduction et marche royale du lion）
Andante maestoso - Allegro non troppo - piu allegro 4/4拍子 ハ長調 - イ短調（ドリア旋法）
ピアノの耳をつんざくようなトレモロに始まる。ついで、勇壮な「行進」が弦楽器のユニゾンで奏される。全71小節。
ピアノ2、ヴァイオリン2、ヴィオラ、チェロ、コントラバス
第2曲「雌鶏と雄鶏」（Poules et coqs）
Allegro moderato 4/4拍子 ハ長調
ピアノと弦楽器が鶏の鳴き声を模倣しあう。全35小節。
クラリネット、ピアノ2、ヴァイオリン2、ヴィオラ
第3曲「騾馬」（Hémiones）
presto furioso 4/4拍子 ハ短調
アジアロバであろうと言われる。ピアノの上り下りする強奏の音階。全28小節。
ピアノ2
第4曲「亀」（Tortues）
Andante maestoso 4/4拍子 変ロ長調
弦楽器がのそのそとユニゾンでオッフェンバックの『天国と地獄』の旋律をわざとゆっくり奏する。全22小節。
ピアノ、ヴァイオリン2、ヴィオラ、チェロ、コントラバス
第5曲「象」（L'éléphant）
Allegretto pomposo 3/8拍子 変ホ長調
コントラバスがもそもそと軽やかにワルツを奏する。ベルリオーズの『ファウストの劫罰』から「妖精のワルツ」、メンデルスゾーンの『夏の夜の夢』から「スケルツォ」が重低音で組み入れられている。全52小節。
コントラバス、ピアノ
第6曲「カンガルー」（Kangourous）
Moderato 4/4拍子、3/4拍子 ハ短調
装飾の付いた和音が上下して、飛び回るカンガルーを描写する。全20小節。
ピアノ2
第7曲「水族館」（Aquarium）
Andantino 4/4拍子 イ短調
グラスハーモニカの入った幻想的なメロディーに、分散和音のピアノ伴奏が添えられている。全39小節。
フルート、グラスハーモニカ、ピアノ2、ヴァイオリン2、ヴィオラ、チェロ、チェレスタ
第8曲「耳の長い登場人物」（Personnages à longues oreilles）
Tempo ad lib 3/4拍子 イ短調
おそらくは驢馬、アジアロバでない驢馬。のどかな驢馬の鳴き声をヴァイオリンが模倣する。サン=サーンスの音楽に嫌味な評価を下していた音楽評論家への皮肉と言われている。全26小節。
ヴァイオリン2
第9曲「森の奥のカッコウ」（Le coucou au fond des bois）
Andante 3/4拍子 嬰ハ短調
クラリネットがカッコウの鳴き声を模倣する。全43小節。ピアノ協奏曲第2番の第3楽章の一部から和声進行がそのまま引用される。
クラリネット、ピアノ2
第10曲「大きな鳥籠」（Volière）
Moderato grazioso 3/4拍子 ヘ長調
弦楽器のトレモロによる伴奏の上を、フルートが軽やかに飛び回る。全31小節。
フルート、ピアノ2、ヴァイオリン2、ヴィオラ、チェロ、コントラバス
第11曲「ピアニスト」（Pianistes）
Allegro moderato 4/4拍子 ハ長調 - 変ニ長調 - ニ長調 - 変ホ長調 - ハ長調
わざとへたくそに、ピアノの練習曲（それも音階を単純に繰り返すだけの指使い訓練に近いもの）を弾く。終りごろ近くから弦も加わる。最後は明確な区切りもなく、そのまま次の曲へ入る。全30小節。
ピアノ2、ヴァイオリン2、ヴィオラ、チェロ、コントラバス
第12曲「化石」（Fossiles）
Allegro ridicolo 2/2拍子 ト短調
自作『死の舞踏』の「骸骨の踊り」の旋律、ロッシーニの『セビリアの理髪師』からロジーナのアリア「今の歌声は」（Una voce poco fa）、その他「大事なタバコ」（J'ai du bon tabac）、「きらきら星」（Ah vous dirais-je maman）、「月の光に」（Au clair de la lune）、「シリアへ旅立ちながら」（En partant pour la Syrie）といったフランス民謡や有名曲が組み合わされる。全74小節。
ピアノ2、クラリネット、シロフォン、ヴァイオリン2、ヴィオラ、チェロ、コントラバス
第13曲「白鳥」（Le cygne）
Andantino grazioso 6/4拍子 ト長調
全14曲中最も有名な曲で、チェロ独奏曲として有名な曲。生前の公開演奏と楽譜出版が許された唯一の曲でもある。全28小節。バレエ『瀕死の白鳥』は、ミハイル・フォーキンがこの曲に振付を施した作品である。
チェロ、ピアノ2
本来はピアノ2台を含む編成であるが、単独出版は第2ピアノが割愛されたチェロとピアノ1台の形で発表されており、この編成で演奏されることも多い。
第14曲「終曲」（Final）
Molto allegro 4/4拍子 ハ長調
カーテンコール。軽快な主題に乗せて、それまでの各曲の旋律が登場する。全91小節。
ピッコロ、クラリネット、グラスハーモニカ、シロフォン、ピアノ2、ヴァイオリン2、ヴィオラ、チェロ、コントラバス

## アレンジ・演奏
- 日本における演奏（録音）のもっとも早い例として、1935年に当時15歳の諏訪根自子がSPレコードで「白鳥」の録音を残している。チェロのパートをヴァイオリンにアレンジしたものである。コロムビアレコード。
- ボブ・ジェームスのアルバム『The Swan』は、『Le cygne』（白鳥）のアレンジである。
- asianTrinityのアルバム『200年後の運命』にピアノ、ヴァイオリン、ヴィオラの構成で編曲された「白鳥」が収録されている。
- 日産自動車が生産・販売したS13型シルビアのCM曲として、クライズラー&カンパニーによる「水族館」の演奏が起用された[8][9]。
- クライズラー&カンパニーは、のちにアルバム『シャコンヌ』の中で「白鳥」をアレンジしたものを収録している。
- 2016年7月期放映のドラマ『はじめまして、愛しています。』では、劇中で主人公が「白鳥」をピアノソロにアレンジしたものが演奏される。
- 京王電鉄の高幡不動駅1番線ホームと多摩動物公園駅全ホームでは、「序奏と獅子王の行進曲」と「象」の2曲が2018年10月11日より電車接近メロディとして採用されている[10]。

•  さだまさしの曲「セロ弾きのゴーシュ」の中で、歌唱部分の一部と間奏でさだまさし自身が弾くバイオリンで、アレンジされて使われている。

## 関連作品

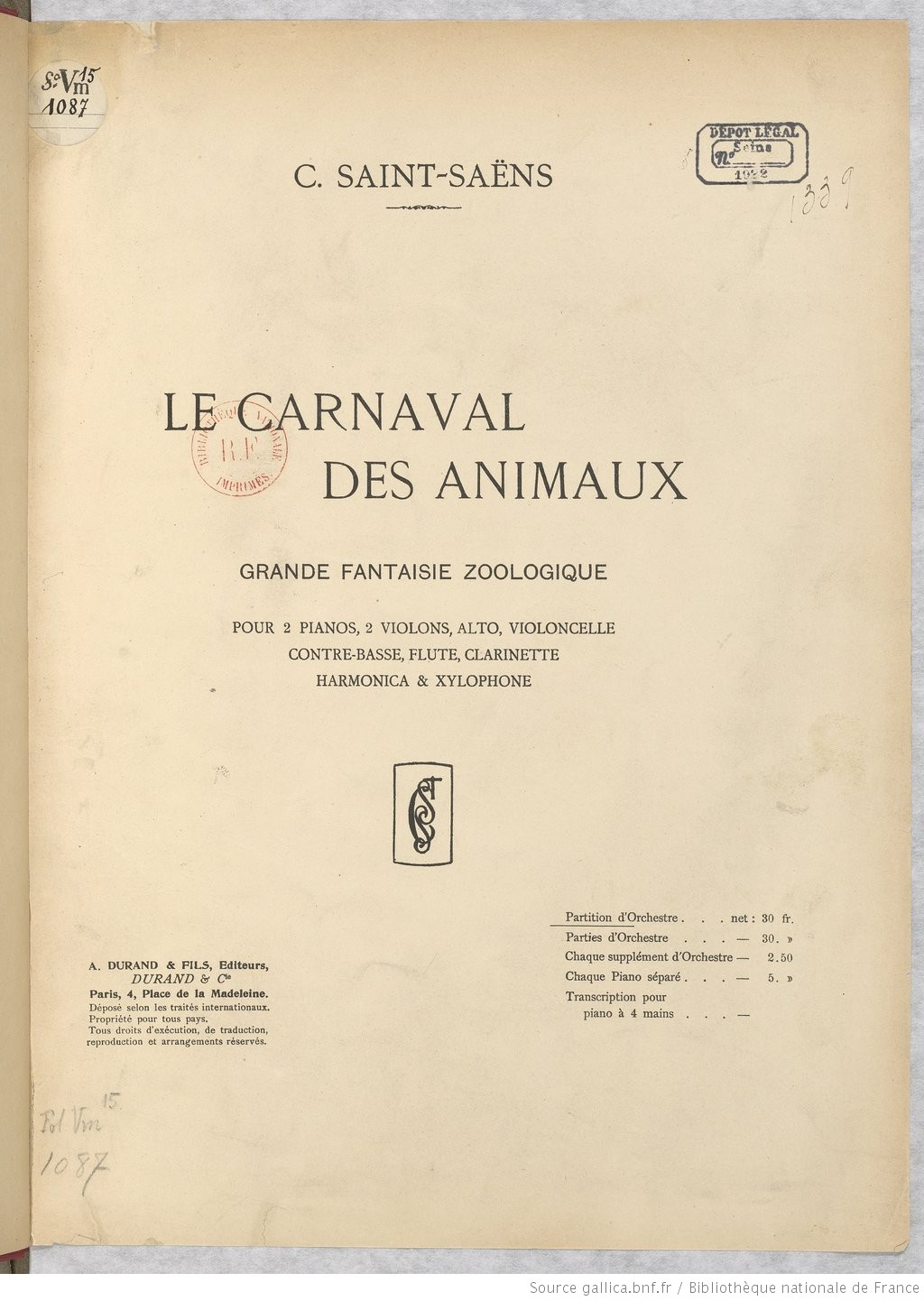
1922年のオリジナル楽譜の表紙、サン=サーンスが死去するまで本作の出版・演奏を禁じたため、これが全曲収録された最初の楽譜である。

- 井上雅彦は自著『恐怖館主人』で「耳の長い登場人物」というタイトルのホラー小説を発表。
- さだまさしの「セロ弾きのゴーシュ」の一部に「白鳥」の旋律が使われている。
- テレンス・マリック監督の1978年の映画『天国の日々』のオープニングクレジットに「水族館」が用いられている。
- プリンセスチュチュ - 抜粋で用いられている。
- 本田美奈子.は「白鳥」を自ら歌詞を書いて歌唱。アルバム『時』、『クラシカル・ベスト〜天に響く歌〜』に収録。